# Žgeč
Žgeč je priimek več znanih Slovencev:
- Franjo Žgeč (1896—1961), pedagog
- Metoda Žgeč, slikarka
- Vlado Žgeč, častnik SV, veteran vojne za Slovenijo, mdr. načelnik Vojaškega muzeja Slovenske vojske